# Claes Johanson
Claes Johanson (Hyssna, Mark, Västra Götaland, 4 de novembro de 1884 — Gotemburgo, 9 de março de 1949) foi um lutador de luta greco-romana sueco.

## Carreira
Foi vencedor da medalha de ouro na categoria de 75 kg em Estocolmo 1912.
Foi vencedor da medalha de ouro na categoria de 75-82,5 kg em Antuérpia 1920.